# Michel Drucker

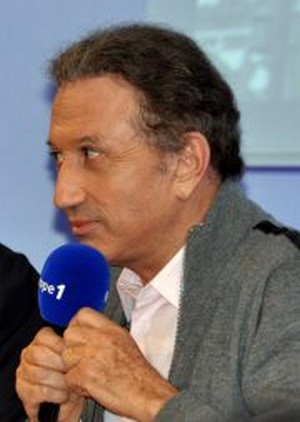
Michel Drucker (Cannes 2012)

Michel Drucker (* 12. September 1942 in Vire, Département Calvados, Normandie) ist ein französischer Journalist und Fernsehmoderator.

## Leben
Michel Drucker ist jüdischer Herkunft. Sein Vater Abraham Drucker ist in dem Dorf Davideni (Österreich-Ungarn) im heutigen Rumänien geboren, die Mutter  Lola Schafler stammte aus Wien. Die Familie kam 1925 nach Frankreich  und wurde 1937 eingebürgert.
Sein Vater arbeitete als Landarzt in Vire im Département Calvados. 1942 wurde Abraham Drucker verhaftet, in Compiègne gefangen gehalten und später  als Arzt in dem berüchtigten Sammellager Drancy eingesetzt. Michel Drucker hat zwei Brüder, Jean Drucker (1941–2003), Fernsehdirektor, und Jacques Drucker (* 1946), Medizinprofessor in  Washington, sowie den  Halbbruder Patrick. Die Journalistin Marie Drucker und die Schauspielerin Léa Drucker sind seine Nichten. Nach seiner Befreiung 1945 ließ Abraham Drucker seine drei Söhne katholisch taufen, um ihre Integration in die französische Gesellschaft zu fördern.
Nach seiner Schulzeit begann Drucker eine berufliche Karriere als Journalist und erhielt eine Anstellung beim ORTF als Sportreporter (ab 1964). Drucker berichtet insbesondere live über viele Fußballspiele bis Mitte der 1980er. Seit den 1970er Jahren ist er regelmäßig als Fernseh- und Hörfunkmoderator der Unterhaltungsbranche im öffentlich-rechtlichen Fernsehen (ORTF ab 1975), jedoch auch im RTL-Hörfunk zu sehen bzw. zu hören gewesen, meist in Showprogrammen mit zahlreichen Prominenten-Interviews. Gegenwärtig ist er Gastgeber der Fernsehsendung Vivement Dimanche, die jeden Sonntagnachmittag auf den Fernsehsendern France 2 und TV5 Monde übertragen wird.
Er ist mit der französischen Schauspielerin Dany Saval verheiratet.

## Auszeichnungen
- 2010: Offizier des Ordre national du Québec
- 2001: Ritter des Ordre national du Québec
- 1994: Offizier der Légion d’honneur
- 1984: Chevalier des Arts et des Lettres
- 1979: Médaille de la Ville de Paris